# 澳洲國立圖書館

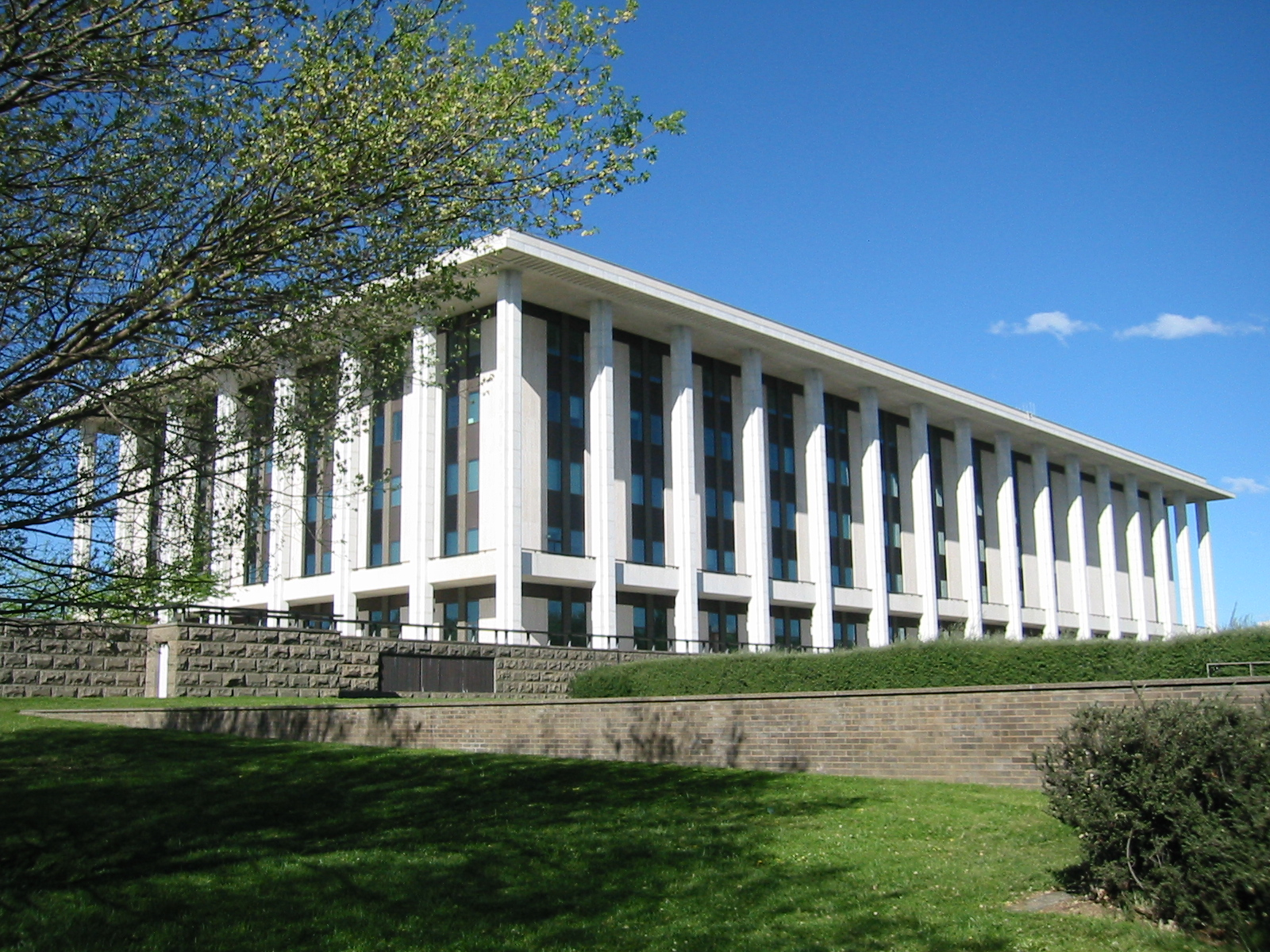
澳大利亚国立图书馆

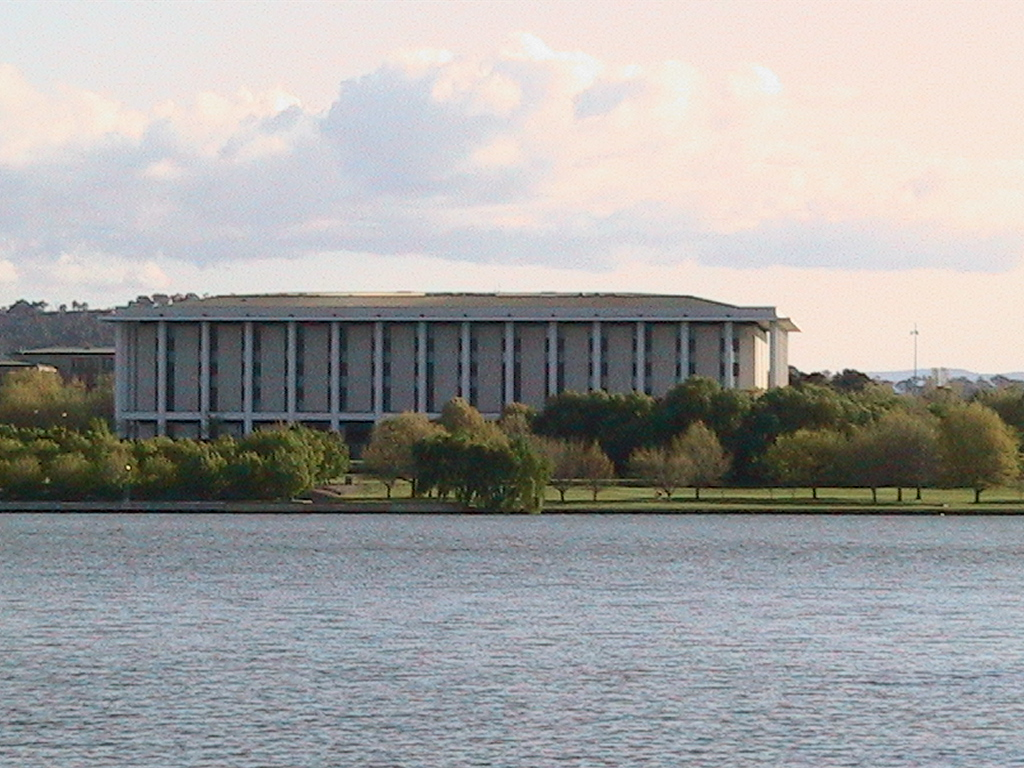
从伯利·格里芬湖上眺望国立图书馆

澳洲國立圖書館（英語：National Library of Australia），是澳洲最大的参考（非借阅）圖書館，創立於1960年。图书馆的馆址位於澳洲首都领地坎培拉。根据澳大利亚联邦《国立图书馆法令》，国立图书馆的职责是“维护并发展国家的图书资料收藏，包括关于澳大利亚和澳大利亚人的全面图书资料收藏”。图书馆的馆藏共包括10,416,119件。

## 历史
虽然国立图书馆正式设立于1960年（通过《1960年国立图书馆法令》），其建制可以追溯到1901年建立的联邦议会图书馆。联邦议会图书馆是澳大利亚国会的图书馆，但从设立起就以国家性的资料收集为宗旨，而不是纯粹的议会图书馆。1907年，在时任议长弗雷德里柯·霍德爵士主持下，国会的合议国会图书馆委员会阐述了联邦议会图书馆的宗旨：
图书馆委员会面向的理想是，在国会迁至联邦首都开会的时候，能够建立起一个伟大的公共图书馆，类似世界闻名的华盛顿国会图书馆；能够配得上澳大利亚国家的图书馆；不只是某一国或某一时期的文学的家园，而是全世界和永远的。
现在的图书馆大楼于1968年建成，由邦宁麦登事务所（Bunning and Madden）设计。图书馆的门厅由大理石铺就，点缀着艺术家Leonard French设计的现代派华玻璃窗和著名设计师Mathieu Matégot设计的织毯作品。

## 馆藏
图书馆藏有10,416,119件藏品，包括实体和电子参考资料。图书馆专著澳大利亚主题藏品（"Australiana"），此类收藏已成为全国最重要的记录澳大利亚文化遗产的资料资源。图书馆积极收集国内和国外出版的澳大利亚作家、编辑和插图画家的作品，此类作品在藏品中占相当比重。
图书馆的收藏包括各种形式的资料：既包括书、期刊、网站和手抄本，也包括图画、照片、地图、音乐、口述历史录音、手稿和实物资料。
国立图书馆是澳大利亚的法定送存图书馆。根据联邦《1968年版权法令》，所有在澳大利亚出版（包括自出版）的印刷物都必须送存国立图书馆。必须送存的资料包括书、期刊（包括组织的简讯和公司的年报）、报纸、乐谱、地图、海报、图纸、航海图、图表、节目单、目录、传单和手册等。2016年2月起，法定送存規定適用於多媒體資料。
35°17′47″S 149°07′46″E / 35.296379°S 149.129448°E

## 服務對象
圖書館提供全國讀者服務，並盡可能使館藏可以於線上取得，國外的使用者可以透過網路服務與資訊，造訪圖書館的網站nla.gov.au.，取得數位資訊。圖書館盡力確保網站內容的正確性、編排良好以及提供全方位的服務，給當地與外國的使用者。

## 館藏量
| 館藏 | 2009-10   | 2010-11   | 2011-12   | 2012-13   | 2013-14   |
| ---- | --------- | --------- | --------- | --------- | --------- |
| 總計 | 6,143,897 | 6,236,461 | 6,350,143 | 6,496,772 | 6,582,491 |

| 館藏 | 2009-10   | 2010-11   | 2011-12   | 2012-13   | 2013-14   |
| ---- | --------- | --------- | --------- | --------- | --------- |
| 總計 | 4,214,331 | 4,507,515 | 4,883,609 | 5,025,283 | 5,137,569 |

## 外部連結
- 澳洲國立圖書館 （页面存档备份，存于）